# Ventura Ruiz Aguilera
Ventura Ruiz Aguilera (Salamanca, 2 novembre 1820 – Madrid, 1º  luglio 1881) è stato un poeta spagnolo.

## Biografia
Nacque nel 1820 a Salamanca, dove si laureo in medicina. Si trasferì a Madrid nel 1844, dove si è occupato di giornalismo politico e di altre posizioni ufficiali sotto i ministeri liberali. Aguilera è diventato direttore del Museo Archeologico Nazionale a Madrid, dove morì il 1 Luglio 1881.

## Scritti
Aguilera ha avuto una notevole popolarità, con una raccolta poetica intitolata Ecos Nacionales (1849). La sua opera Elegías Armonias Y (1863) ha avuto meno successo rispetto alla precedente. Altre sue opere sono: Sátiras (1874), Estaciones del año (1879), Inspiraciones (1865, poesia) e Poesias (1880, poesia).
Scrisse sotto l'evidente influenza di Lamartine.

## Opere
- El grito de la conciencia[1]
- Del agua mansa nos libre Dios, 1847
- Bernardo de Saldaña, 1848[2]
- Un conspirador de a folio, 1848[3]
- Camino de Portugal, 1849[4]
- La limosna y el perdón, 1853
- El beso de Judas, 1860
- Obras poéticas. Elegías, 1862[5]
- Proverbios ejemplares, 1864[6]
- Armonías y cantares, 1865[7]
- El mundo al revés, 1865, 2 v.[8]
- Inspiraciones: poesías selectas, 1865[9]
- La arcadia moderna, 1867[10]
- Cuentos del día, 1868[11]
- Balada de Cataluña, 1868[12]
- El libro de la patria, 1869[13]
- La leyenda de Noche-Buena, 1872[14]
- Las estaciones del año, 1879[15]